# John Cassin
John Cassin (Providence, 6 settembre 1816 – Filadelfia, 10 gennaio 1869) è stato un ornitologo statunitense, diventato famoso per avere descritto 198 specie di uccelli che erano sfuggite a Alexander Wilson e John James Audubon.

## Opere
- Ornithology of the United States Exploring Expedition (Washington, 1845)
- Illustrations of the Birds of California, Texas, Oregon, British and Russian America (1853-56).
- Birds of Chile (1855)
- Ornithology of Gillies's Astronomical Expedition to Chili (1855)
- Ornithology of the Japan Expedition (1856)
- Descriptions of all North American Birds not given by Former American Authorities (Philadelphia, 1858)
- Explorations and Survey for a Railroad Route from the Mississippi to the Pacific Ocean (1858)
- Birds of North America (1860), realizzato insieme a Baird e Lawrence.

## Alcuni taxa descritti
| Cassin è l'abbreviazione standard utilizzata per le specie animali descritte da John Cassin. Categoria:Taxa classificati da John Cassin |